# Accord de libre-échange entre Singapour et l'AELE
L'accord de libre-échange entre le Singapour et l'AELE est un accord de libre-échange signé le 26 février 2002 et entré en application le 1er janvier 2003,.